# Heptarchia
Heptarchia (ang. Heptarchy, gr. siedmiowładztwo, heptá–siedem, archḗ–władza) – okres w historii Anglii od VI do IX w., w czasie którego na terenie kraju istniało siedem królestw założonych przez Anglosasów, choć liczba państw anglosaskich, ciągle walczących między sobą, ulegała zmianie na przestrzeni lat. W IX w. zostały najechane i częściowo podbite przez wojowników duńskich i norweskich, a w X w. ostatecznie zjednoczone przez Wessex.

Brytania ok. 800 r., z widocznymi państwami heptarchii

Najeżdżające Brytanię pogańskie plemiona germańskie: Anglów, Sasów, Jutów i Fryzów tworzyły na podbitych terenach małe państwa plemienne o charakterze patrymonialnym. Z początku było ich wiele, z czasem ich liczba spadła do siedmiu:
- Anglia Wschodnia,
- Essex,
- Kent,
- Mercja,
- Nortumbria (powstała z połączenia Bernicji i Deiry),
- Sussex,
- Wessex.

Na przełomie VI i VII wieku hegemonię zyskało królestwo Kentu, następnie zaś Nortumbria. Od połowy VIII wieku hegemonia przypadła Mercji, a z początkiem IX wieku Wesseksowi. Władca państwa-hegemona nosił tytuł bretwalda.
Organizacja heptarchiczna doprowadziła z czasem do zjednoczenia Anglii i wykształcenia spójnego ustroju politycznego Anglosasów, co nastąpiło w IX wieku, w okresie najazdów duńskich.
W czasach anglosaskich bujnie rozwijała się kultura, zwłaszcza literatura. Powstały wtedy liczne utwory poetyckie, między innymi Sen o krzyżu, oraz prozatorskie. Najwybitniejszym przedstawicielem piśmiennictwa był Beda Czcigodny.